# Região Geográfica Imediata de Abaeté

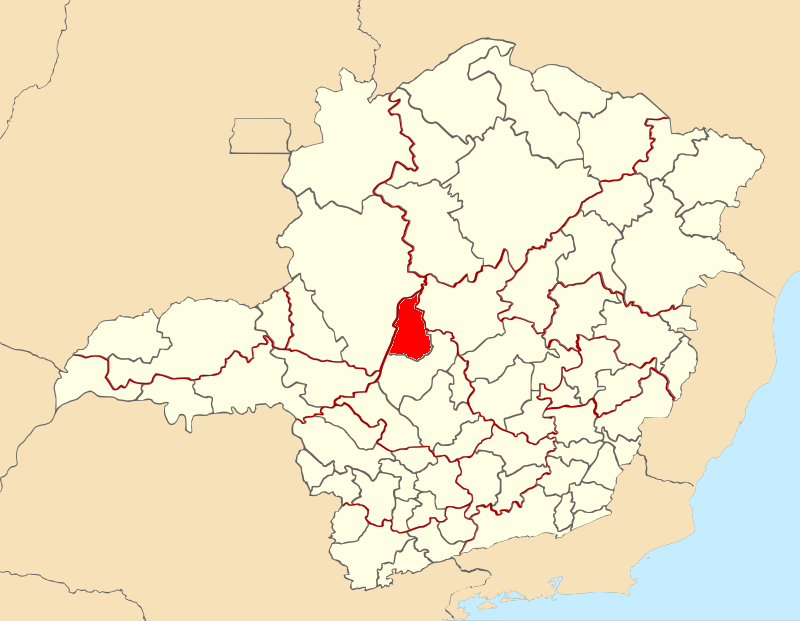
Região Geográfica Imediata de Abaeté.

A Região Geográfica Imediata de Abaeté é uma das 70 regiões geográficas imediatas do Estado de Minas Gerais, uma das seis regiões geográficas imediatas que compõem a Região Geográfica Intermediária de Divinópolis e uma das 509 regiões geográficas imediatas do Brasil, criadas pelo IBGE em 2017.

## Municípios
É composta por 5 municípios.
- Abaeté
- Biquinhas
- Cedro do Abaeté
- Morada Nova de Minas
- Paineiras

## Estatísticas
Tem uma população estimada pelo IBGE para 1.º de julho de 2017 de 40 251 habitantes e área total de 5 280,808 km².